# Bahnhof Maebashi
Der Bahnhof Maebashi (jap. 前橋駅 Maebashi-eki) ist ein Bahnhof auf der japanischen Insel Honshū. Er wird von der Bahngesellschaft JR East betrieben und befindet sich in der Präfektur Gunma auf dem Gebiet der Stadt Maebashi. Vom Verkehrsaufkommen her ist er der Hauptbahnhof dieser Stadt.

## Verbindungen
Maebashi ist ein Zwischenbahnhof an der Ryōmō-Linie, die von der Bahngesellschaft JR East betrieben wird und Takasaki mit Oyama verbindet. Zwischen Takasaki und Kiryū fahren Nahverkehrszüge der Ryōmō-Linie tagsüber zweimal stündlich, während der Hauptverkehrszeit drei- bis viermal je Stunde (wobei einzelne Züge bereits in Isesaki wenden). Bis nach Oyama wird tagsüber ein Stundentakt angeboten, der auf einen Halbstundentakt verdichtet wird. Maebashi ist insbesondere während der Hauptverkehrszeit auch eine der Endstationen der Shōnan-Shinjuku-Linie. Umsteigefreie Nahverkehrs- und Eilzüge fahren über Takasaki, Ōmiya, Shinjuku und Yokohama, wo sie zur Tōkaidō-Hauptlinie bis nach Odawara durchgebunden werden. Hinzu kommen weitere Züge über Takasaki, Ōmiya, Tokio und Yokohama nach Atami.
Darüber hinaus ist der Bahnhof Maebashi ein bedeutender Knotenpunkt des lokalen und regionalen Busverkehrs. Auf dem nördlichen Bahnhofsvorplatz befindet sich ein großer Busterminal mit sechs Bussteigen. Von hier aus verkehren rund 20 Buslinien, überwiegend der Gesellschaften Kan’etsu Kōtsū, Nippon Chūō Bus, Nagai Kōtsū, My Bus und Gunma Chūō Bus. Ein weiterer Busterminal auf dem südlichen Bahnhofsvorplatz dient dem Fernbusverkehr. Der Bahnhof Chūō-Maebashi, Ausgangspunkt der Jōmō-Linie nach Nishi-Kiryū, liegt etwas mehr als ein Kilometer nördlich.

## Anlage
Der Bahnhof steht etwas südlich des Stadtzentrums, an der Grenze zwischen den Stadtteilen Omotechō an der Nord- und Minamichō an der Südseite. Die Umgebung ist von gemischten Wohn- und Geschäftsvierteln geprägt. Beidseits der Präfekturstraße 17, die vom Bahnhof aus in nördlicher Richtung verläuft, stehen Reihen von Zelkoven. Diese wurden 1950 im Rahmen eines Kriegswiederaufbauprojekts gepflanzt und sind zu einem der Wahrzeichen Maebashis geworden.
Die auf einem Viadukt befindliche Anlage ist von Osten nach Westen ausgerichtet und umfasst drei Gleise, die alle dem Personenverkehr dienen. Diese liegen an zwei Mittelbahnsteigen, die beide größtenteils überdacht sind. Am südlichen Mittelbahnsteig ist zurzeit nur ein Gleis verlegt (an der Nordseite); Platz für die Verlegung eines weiteren Gleises wäre bei Bedarf jedoch vorhanden. Das Empfangsgebäude ist ein integraler Bestandteil des Viadukts, wobei das Erdgeschoss gleichzeitig als Verteilerebene und Fußgängerdurchgang dient. Der Zugang zu den Bahnsteigen erfolgt mittels Treppen, Rolltreppen und Aufzügen.
Im Fiskaljahr 2019 nutzten täglich durchschnittlich 10.511 Fahrgäste den Bahnhof.

## Bilder

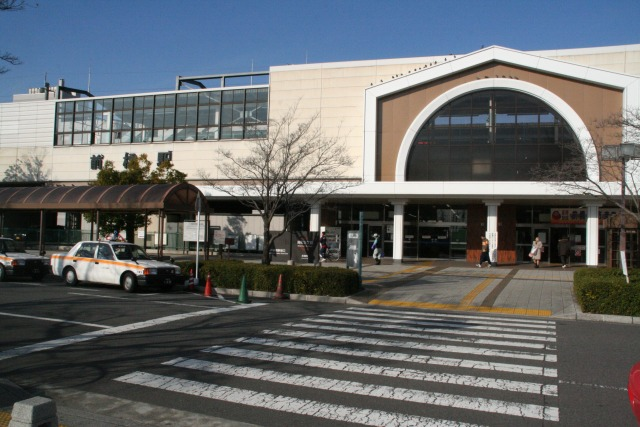
Eingangsbereich
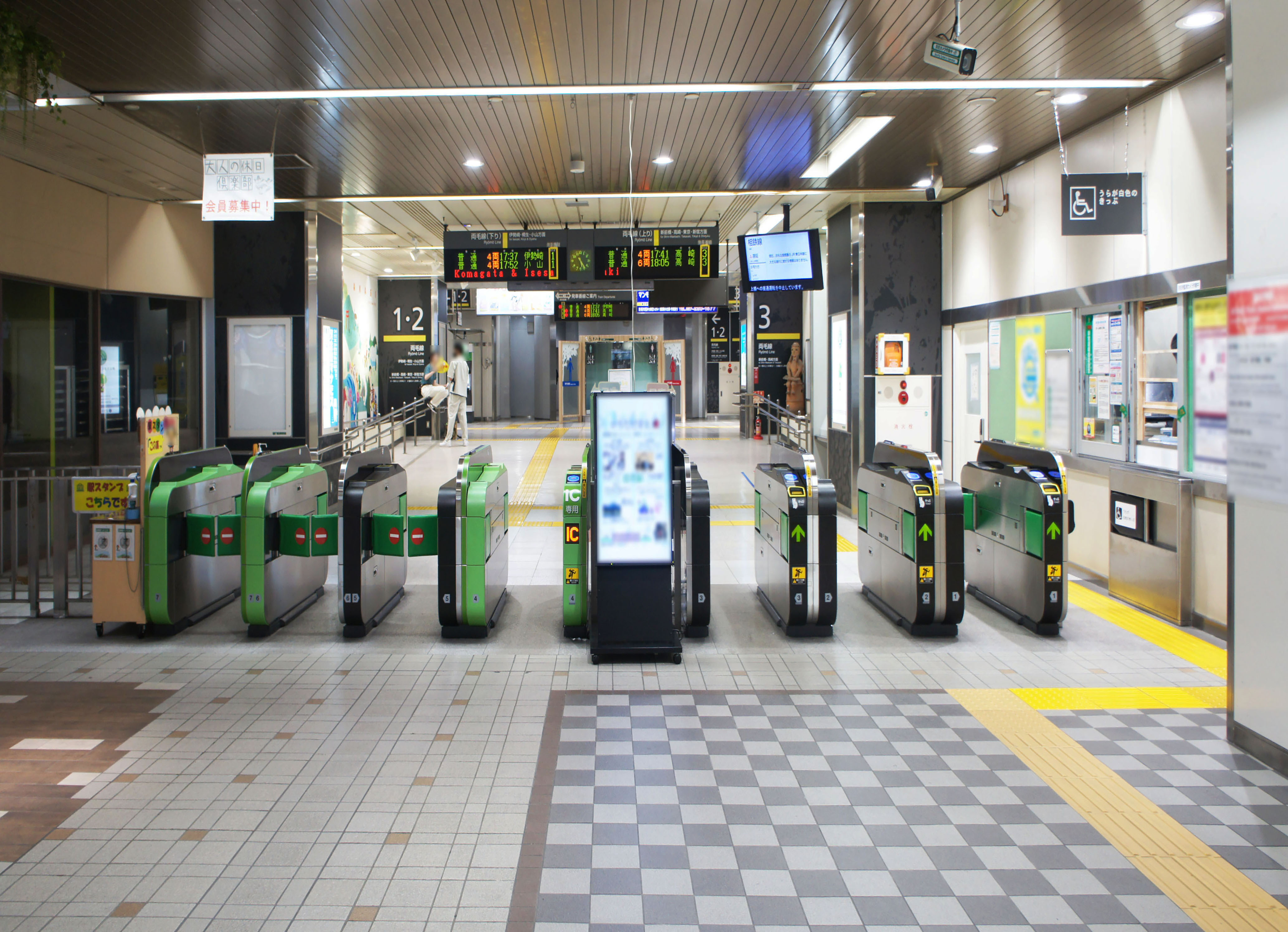
Bahnsteigsperren
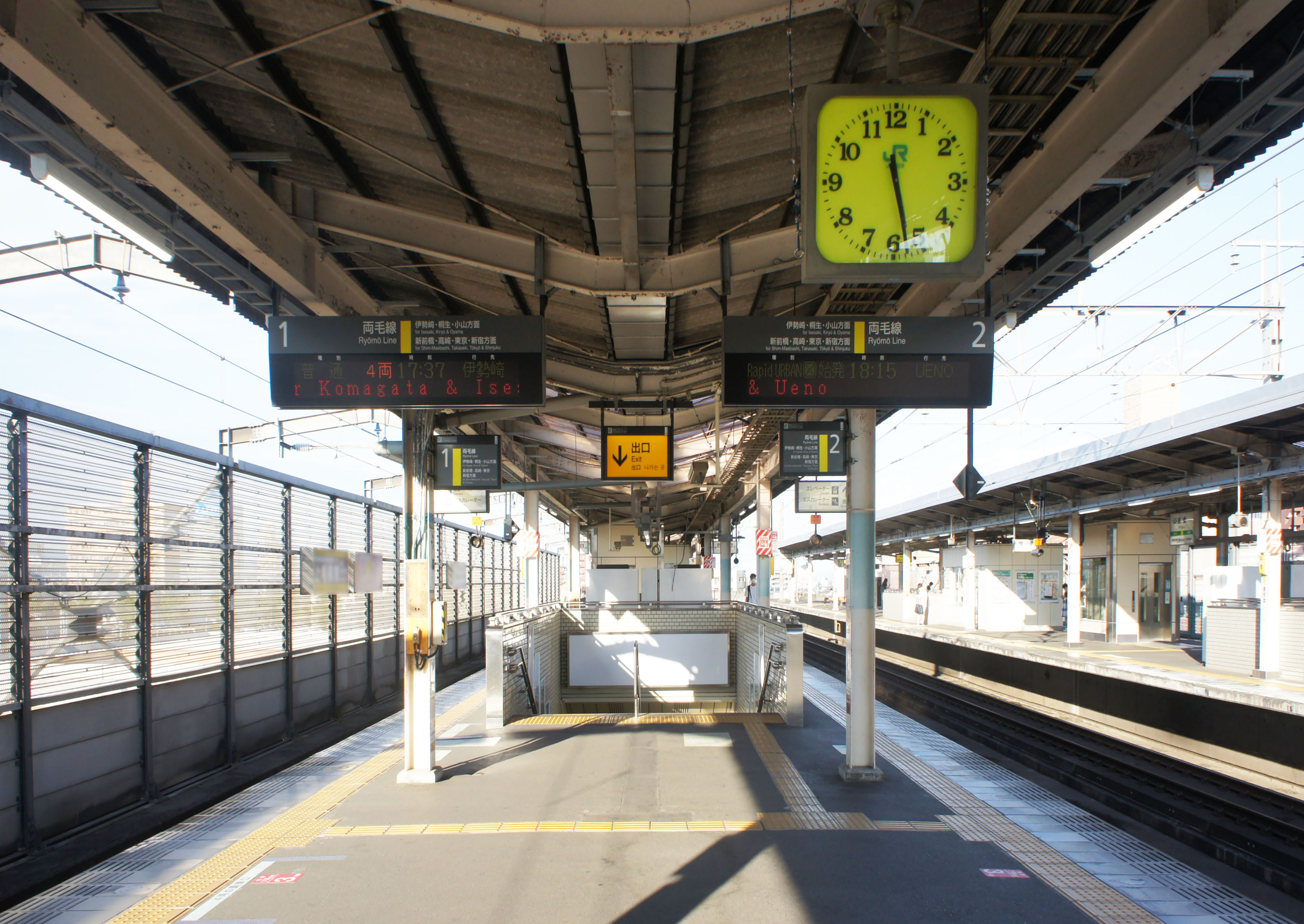
Bahnsteig (Gleise 1/2)
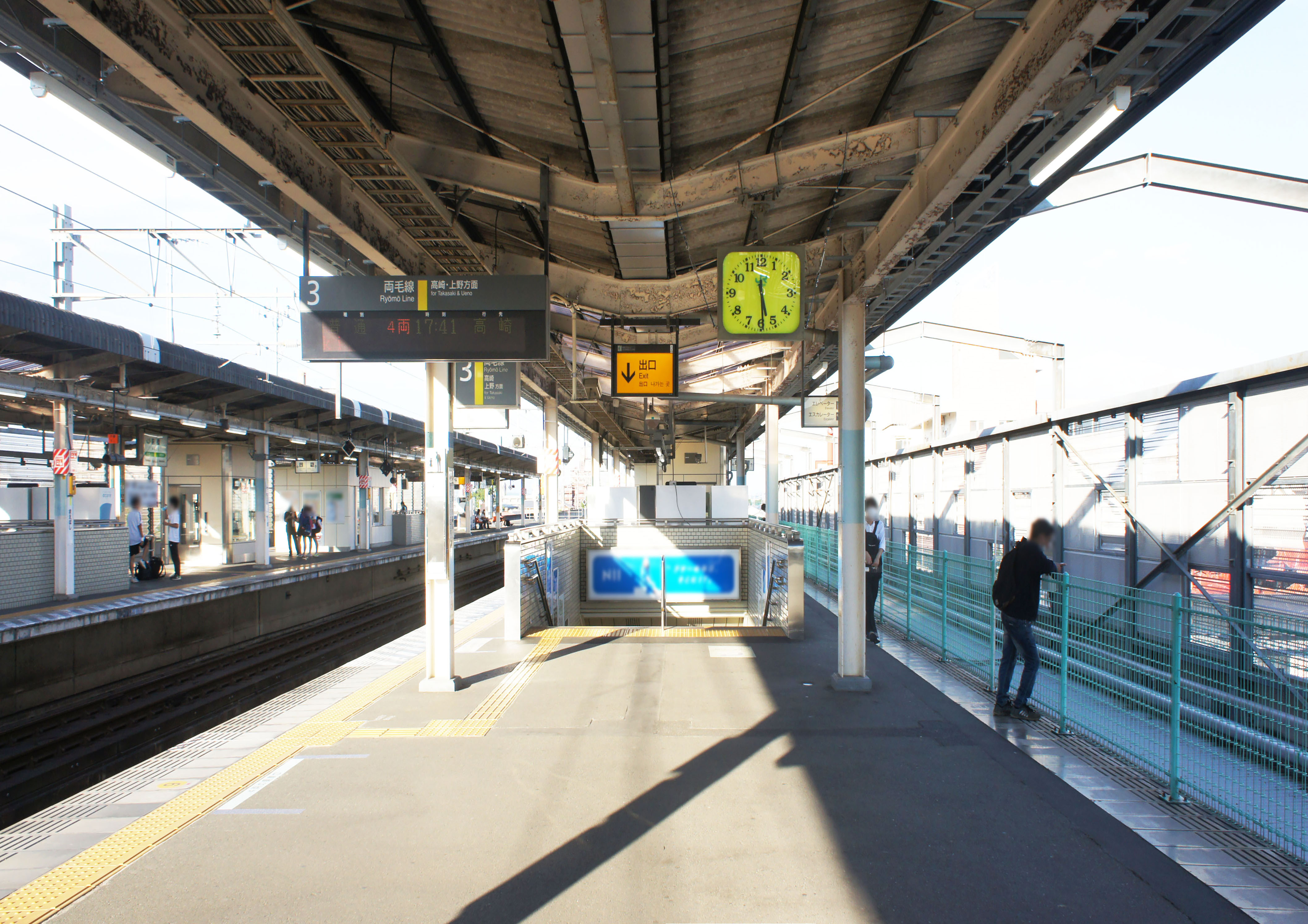
Bahnsteig (Gleis 3)

## Gleise
| 1/2 | ▉ Ryōmō-Linie           | Kiryū • Tochigi • Oyama                          |
| 1/2 | ▉ Shōnan-Shinjuku-Linie | Takasaki • Ōmiya • Shinjuku • Yokohama • Odawara |
| 1/2 | ▉ Takasaki-Linie        | Takasaki • Ōmiya • Tokio • Yokohama • Atami      |
| 3   | ▉ Ryōmō-Linie           | Shin-Maebashi • Takasaki                         |

## Linien
| Verlauf der Ryōmō-Linie |
| --- |
| Oyama • Omoigawa • Tochigi • Ōhirashita • Iwafune • Sano • Tomita • Ashikaga Flower Park • Ashikaga • Yamamae • Omata • Kiryū • Iwajuku • Kunisada • Isesaki • Komagata • Maebashi-Ōshima • Maebashi • Shin-Maebashi • Ino • Takasakitonyamachi • Takasaki |

## Geschichte

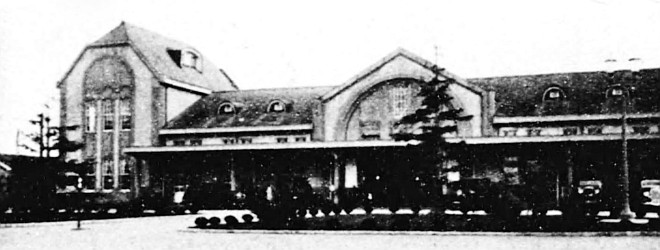
Empfangsgebäude (ca. 1930)

Japans erste private Bahngesellschaft, die Nippon Tetsudō, eröffnete am 20. August 1884 die Strecke von Takasaki nach Maebashi als Fortsetzung der Takasaki-Linie. Sie verzichtete aber vorerst auf den Bau einer Brücke über den Tone und begnügte sich mit einem temporären Endbahnhof am rechten Flussufer. Eine weitere Gesellschaft, die Ryōmō Tetsudō, erschloss die Stadt von Osten her und nahm am 20. November 1889 das von Kiryū zum heutigen Bahnhof Maebashi führende Teilstück der Ryōmō-Linie in Betrieb. Fünf Wochen lang gab es in der Stadt zwei Bahnhöfe, jenen der Nippon Tetsudō am rechten und jenen der Ryōmō Tetsudō am linken Flussufer. Dies änderte sich am 26. Dezember 1889 mit der Inbetriebnahme der Eisenbahnbrücke über den Tone am 26. Dezember 1889, worauf die Nippon Tetsudō ihren Bahnhof stilllegte und ihre Züge zum Bahnhof Ryōmō Tetsudō verkehren ließ. Am 1. Januar 1897 erfolgte die Übernahme der Ryōmō Tetsudō durch die Nippon Tetsudō, die nun allein für den Betrieb verantwortlich war. Nachdem der japanische Reichstag das Eisenbahnverstaatlichungsgesetz beschlossen hatte, gingen die Nippon Tetsudō und ihre Anlagen am 1. November 1906 in staatlichen Besitz über.
Im Jahr 1927, fast vier Jahrzehnte nach der Eröffnung, ersetzte das Eisenbahnministerium das ursprüngliche hölzerne Empfangsgebäude durch einen repräsentativen Neubau im westlichen Stil. Auffällige Merkmale des Bauwerks waren Satteldächer, ein großes Giebelfeld in der Mitte und ein turmartiger Anbau an der linken Seite mit Rundbogen und zwei Mittelrisaliten. Im April 1973 eröffnete die Japanische Staatsbahn ein Reisezentrum. Andererseits stellte sie am 21. Oktober 1981 aus Rationalisierungsgründen den Güterumschlag ein, am 14. März 1985 auch die Gepäckaufgabe. Anfang der 1980er Jahre entschloss sich die Staatsbahn zu einem vollständigen Umbau des Bahnhofs. Sie riss das Empfangsgebäude ab und verlegte die Strecke auf einen Viadukt. Nachdem er fast ein Jahrhundert lang ausschließlich von Norden her betreten werden konnte, erhielt er nun auch an der Südseite einen Eingang. Die entsprechenden Arbeiten waren am 6. Oktober 1986 abgeschlossen. Im Rahmen der Staatsbahnprivatisierung ging der Bahnhof am 1. April 1987 in den Besitz der neuen Gesellschaft JR East über. 2011/12 erfolgte eine komplette Umgestaltung des nördlichen Bahnhofsvorplatzes, um dort alle Bushaltestellen zu bündeln.